# Evermannichthys metzelaari
Evermannichthys metzelaari és una espècie de peix de la família dels gòbids i de l'ordre dels perciformes.

## Hàbitat
És un peix marí, de clima tropical i demersal.

## Distribució geogràfica
Es troba a l'Atlàntic occidental central: des de les Bahames fins a Curaçao.

## Observacions
És inofensiu per als humans.